# 18 boleros chulos
18 boleros chulos es un disco de boleros interpretados por varios artistas, entre los que se encuentran Pablo Carbonell, Faemino, Javier Krahe, Santiago Segura, Pepín Tre y El Gran Wyoming, fundadores de la discográfica 18 Chulos, que editó el disco en 2003. Además de versiones de boleros clásicos, el disco incluye una versión a ritmo de bolero del Yellow Submarine de The Beatles y dos boleros nuevos compuestos por Pepín Tre para la ocasión.
Los autores del disco declararon haberlo grabado con el fin de hacer rentable su compañía discográfica, en riesgo de desaparición por sus problemas económicos. Si bien el disco fracasó económicamente, el éxito de la gira que lo acompañó les permitió alcanzar su objetivo.

## Lista de canciones
1. Ausencia (Jaime Prats) - Javier Ruibal y Pablo Milanés
2. Amor de loca juventud (Rafael Ortiz Rodríguez) - El Gran Wyoming
3. Somos novios (Armando Manzanero) - Santiago Segura y Ana Belén
4. El reloj (Roberto Cantoral) - Albert Pla
5. Soy un nenúfar solitario (Pepín Tre) - Pepín Tre y Faemino
6. El huerfanito (Bienvenido Gutiérrez) - Pablo Carbonell
7. El pajarillo amarillo (Reinaldo Yiso, Aldo Legui) - Sergio Makaroff y Olga Román
8. Miénteme (Armando Domínguez) - Javier Krahe
9. Herminia (Miguel Campanioni) - El Gran Wyoming y Diego el Cigala
10. Esta tarde vi llover (Armando Manzanero) - Santiago Segura
11. Cómo fue (Ernesto Duarte) - Javier Ruibal y Martirio
12. Yo te diré (Jorge Halpern, Enrique Llovet) - Pablo Carbonell
13. Luna quebrada (Javier López de Guereña) - Gema Corredera y Pepín Tre
14. La limosna (Horacio Basterra) - Sergio Makaroff y Olga Román
15. Antes de, después de (Armando Manzanero) - Arturo Valls y Lucía Jiménez
16. Mirando al mar (Marino García) - Javier Krahe
17. Yellow Submarine (John Lennon, Paul McCartney) - Pepín Tre
18. Permítame (Pepín Tre) - Los Chulos

## Músicos
- Federico Lechner - piano, dirección musical[5]
- José Luis Yagüe - contrabajo, coros (5, 6)
- Rodney D'Assis - percusiones
- Andreas Prittwitz - clarinete (1), saxo soprano (9), flauta de pico (13)
- Ariel Rot - guitarra (7, 14), coros (7)
- Tito Alcedo - guitarra (2, 11)
- Raúl Rodríguez - guitarra (11)
- José Antonio Ramos - timple (2, 8)
- Pepín Tre - guitarra (5, 17, 18), coros (5, 6)
- Carlos Díaz - guitarra (15)
- Javier López de Guereña - armónicos de guitarra (13), sierra (12)
- Héctor Oliveira - bajo (17)
- Paco Salazar - bajo (18)
- José Mota - voz (10)